# 北九州古賀病院
北九州古賀病院（きたきゅうしゅうこがびょういん）は、九州最大の規模を誇る病院グループの中核法人特定医療法人北九州病院グループが運営する医療機関である。

## 概要
正式名称は、特定医療法人北九州病院北九州古賀病院。同病院は主に内科系並びに精神科などの診療科を置いている。
同病院、北九州病院グループの病院では最大規模の病床数を有している。（594床）

## 沿革
- 1967年（昭和42年）11月 - 北九州古賀病院開設。内科・呼吸器科の2科、結核病床・一般病床数99床設置。
- 1970年（昭和45年） 8月 - 精神科を設置。
- 1977年（昭和52年） 7月 - 病棟を増築。353病床へ増床。
- 1980年（昭和55年） 8月 - 534病床へ増床。
- 1985年（昭和60年）10月 - 結核病床を廃止。
- 1997年（平成 5年） 7月 - 理学診療科を設置。
- 2000年（平成12年） 4月 - 介護療養型施設許可認定を受ける。
- 2005年（平成17年） 2月 - 財団法人日本医療機能評価機構より病院評価認定を受ける。
- 2013年（平成25年）10月 - 神経内科を設置。

## 関連医療機関

### 北九州病院グループ（特定医療法人北九州病院が運営）
- 北九州中央病院
- 北九州総合病院
- 北九州八幡東病院
- 北九州津屋崎病院
- 北九州小倉病院
- 北九州安倍山公園病院

### 北九州病院グループ（医療法人福西会が運営）
- 福西会病院
- 福西会南病院

### 北九州病院グループ（一般財団法人西日本産業衛生会が運営）
- 若杉病院